# Rijcklof van Goens de Jonge
Rijcklof van Goens de Jonge (Batavia, 11 juni 1642 – het schip Oosterland, 14 mei 1687) was van 1675 tot 1679 gouverneur van Ceylon en bekleedde in de loop van zijn carrière verscheidene hoge functies binnen de VOC.

## Biografie

### Batavia

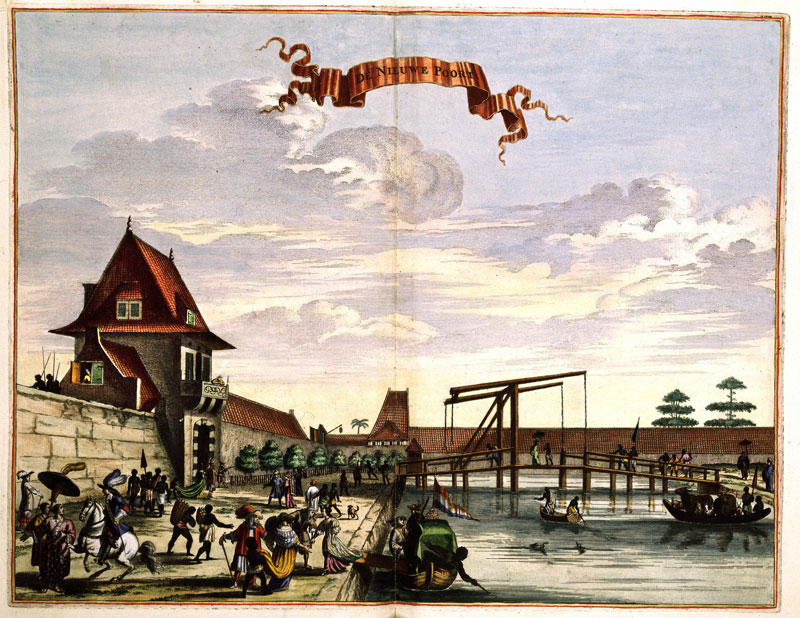
De Nieuwepoort in Batavia. (1682)

Rijcklof van Goens de Jonge was de zoon van Rijcklof van Goens de gouverneur-generaal van Indië en diens eerste vrouw, Jacomina Roozegaard. Op vierjarige leeftijd werd hij door zijn vader naar Holland gestuurd voor een opvoeding en opleiding. In juli 1657 was hij weer terug in Batavia. Het weerzien in die stad met zijn vader was van korte duur, want die vertrok in september als superintendent, admiraal en veldoverste van de westerkwartieren met een vloot naar Ceylon en de Coromandelkust om de Portugezen daar te verdrijven. Van Goens de Jonge bleef met zijn moeder in Batavia en werd aangesteld op de secretarie van gouverneur-generaal Maetsuycker.

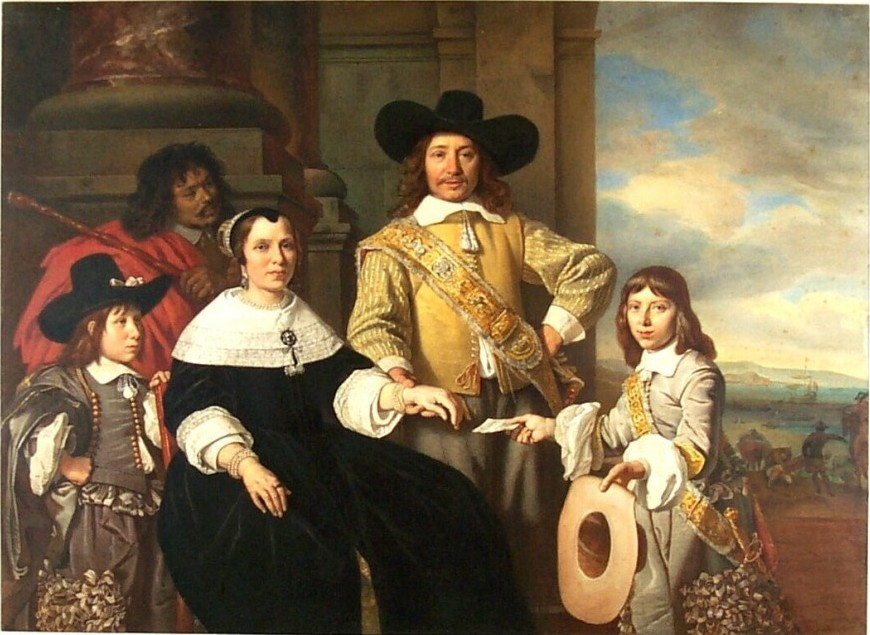
Rijcklof van Goens senior met zijn vrouw Jacomine en zijn twee zoons, Rijcklof de Jonge (rechts) en Volckert in 1656.

Nadat in 1658 in Batavia het nieuws over de succesvolle veroveringen van zijn vader was aangekomen vertrokken ook hij en zijn moeder aan het einde van dat jaar naar Ceylon. Gearriveerd in het twee jaar eerder al op de Portugezen veroverde Colombo bleek dat zijn vader alweer vertrokken was naar de Malabarkust (het huidige Kerala). De jonge Van Goens reisde hem achterna tot aan Cananoor (het huidige Kannur) en mocht hem daar namens gouverneur-generaal Maetsuycker en de Raad van Indië een gouden keten en een medaille overhandigen als dank voor zijn veroveringen. De vloot van Van Goens werd dat jaar teruggeroepen voordat Cananoor ingenomen kon worden. Terug bij zijn moeder in Colombo werd Van Goens de Jonge onder toezicht van Philipus Baldaeus geplaatst om in Jaffnapatnam zijn studie te vervolgen.

### Ceylon
In 1661/62 vergezelde hij zijn vader op diens derde veroveringstocht naar de Malabarkust, waarbij Quilon heroverd en Cranganoor veroverd werd, maar niet Cochin, omdat de moesson aanbrak. Beiden gingen daarna terug naar Batavia, waar zijn moeder al eerder naar toe was gegaan. Hun verblijf daar duurde echter maar drie maanden. In september 1663 reisden ze Jacob Hustaert achterna, die met een vloot naar Malabar was vertrokken om nogmaals een poging te doen de Portugezen daar te verdrijven. Op Ceylon aangekomen bleef Van Goens de Jonge in Colombo achter als onderkoopman en lid van de Raad van Justitie. Na definitief de Portugezen uit Malabar verdreven te hebben volgde zijn vader Adriaan van der Meijden op als gouverneur van Ceylon, maar vertrok vrij snel daarna weer naar Batavia, waarop Hustaert gouverneur werd. Deze bevorderde Rijcklof junior tot koopman en landdrost van Galle en Matara aan de zuidwestkust van het eiland. Dit was in september 1663. Rijcklof was toen 21 jaar oud. In 1664 kwam Van Goens senior met zijn vrouw weer terug naar Ceylon om het gouverneurschap van Hustaert weer over te nemen.
In 1667 overleed zijn moeder, 50 jaar oud, na lang ziekelijk te zijn geweest. Zelf trouwde hij met zijn verloofde, Louisa Brasser, een meisje uit Dantzig, en kreeg zijn eerste kind, dat echter maar een half jaar in leven bleef. In totaal zouden ze tien kinderen krijgen, waarvan meer dan de helft het eerste levensjaar niet haalde. Zijn vader hertrouwde met Esther de Solemne, weduwe van de jong gestorven Dirck van Adrichem, directeur van kantoor Suratte, maar het jaar daarop stierf ook zij, tijdens de bevalling van een dochter.
In 1669 ging hij als commandeur van een vloot van 4 schepen naar Nederland, waar de Heren XVII hem benoemden tot buitengewoon lid van de Raad van Indië en commandeur van een vloot van 6 schepen waarmee hij in oktober 1670 weer naar Ceylon vertrok. Hier was hij nu aangesteld als gouverneur, als opvolger van zijn vader. Deze bleef echter ook op Ceylon in zijn rol van superintendent. Pas in 1675 ging Van Goens de Jonge zijn functie daadwerkelijk vervullen, toen zijn vader tot directeur-generaal was benoemd, als tweede man onder Maetsuycker, en naar Batavia vertrok.

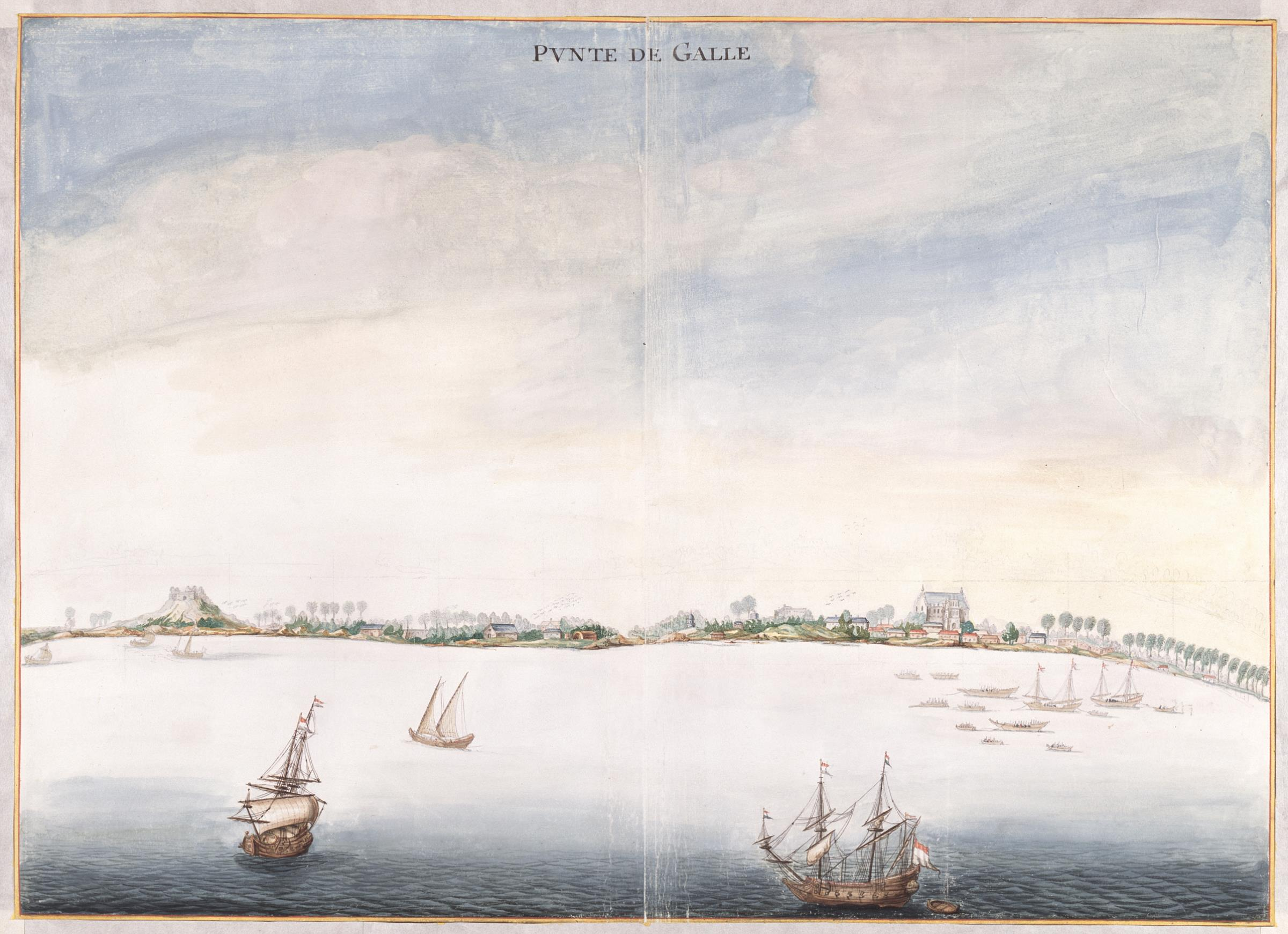
Gezicht op Galle vanaf zee rond 1665

Van Goens de Jonge zette het beleid van zijn vader voort. Sinds het verdrijven van de Portugezen was op Ceylon een tweepolige machtsbalans ontstaan tussen de VOC en Raja Singha II, de koning van Kandy in het binnenland. Van Goens senior had als gouverneur een expansionistisch beleid gevoerd met als doel de controle te krijgen over heel Ceylon en al zijn handelsproducten, en het overnemen van de rol van Batavia als centraal trefpunt in Azië. De Heren XVII steunden hem aanvankelijk, zij het voorzichtig, maar de Raad van Indië in Batavia was er tegen. Zij gaven de voorkeur aan een focus op de handel in kaneel en olifanten, en het beperken van het territorium tot het achterland van Colombo en Galle. Het resultaat was een wisselend en onduidelijk beleid. De opdracht van Batavia om veroverde gebieden in het binnenland terug te geven aan Raja Singha werd door Van Goens de Jonge met succes gefrustreerd. Wel werd gepoogd Raja Singha te paaien met geschenken, zoals een leeuw uit de Kaap de Goede Hoop, maar de VOC gezant die hem ging brengen werd aan de grens zo lang tegen gehouden dat het dier stierf.
Toen gouverneur-generaal Maetsucyker in 1678 stierf volgde Van Goens senior hem op. Vader en zoon konden toen enige tijd hun beleid voortzetten, maar zonder veel succes. Het koninkrijk Kandy was een geduchte tegenstander en zowel binnen de Raad als bij de Heren XVII ontstond steeds meer weerstand tegen de kostbare plannen van de Van Goensen.

In 1679 besloten de Heren XVII Van Goens de Jonge te vervangen door Johan Bax van Herenthals, voordien commandeur van de Kaap de Goede Hoop. Deze zou Ceylon echter nooit bereiken. Hij stierf aan een borstontsteking. In zijn plaats kwam Laurens Pijl, de commandeur van Jaffna. Van Goens ging terug naar Batavia, na 21 jaar op Ceylon te hebben gediend. Enkele weken voor zijn vertrek, in november 1679, kwam Pijl vanuit Mannar in Colombo aan met twee Engelsen in zijn gezelschap. Deze waren na een gevangenschap van 19 jaar uit Kandy ontsnapt. Een van hen was Robert Knox. Hij werd hartelijk ontvangen en Van Goens ondervroeg hem over zijn ervaringen. Hij was vooral geïnteresseerd in informatie over Raja Singha, en waarom deze niet inging op de vele toenaderingspogingen van de VOC om vrede te bewerkstelligen. Knox kon hem daarover niet veel vertellen omdat hij de koning nooit had gesproken of zelfs maar gezien had. Wel kon hij informatie geven over Nederlanders die in Kandy gevangen zaten. De laatste die was vrijgelaten was Henricus van Bijstervelt in 1671. Van Goens nam beide Engelsen mee naar Batavia, waar Knox door Van Goens senior nog uitgebreider geïnterviewd werd. Al deze gesprekken hebben Knox wellicht aangezet om zijn lotgevallen op schrift te stellen tijdens zijn reis terug naar Engeland., waar in 1681 zijn bestseller 'Historical Relation of the Island Ceylon' verscheen.

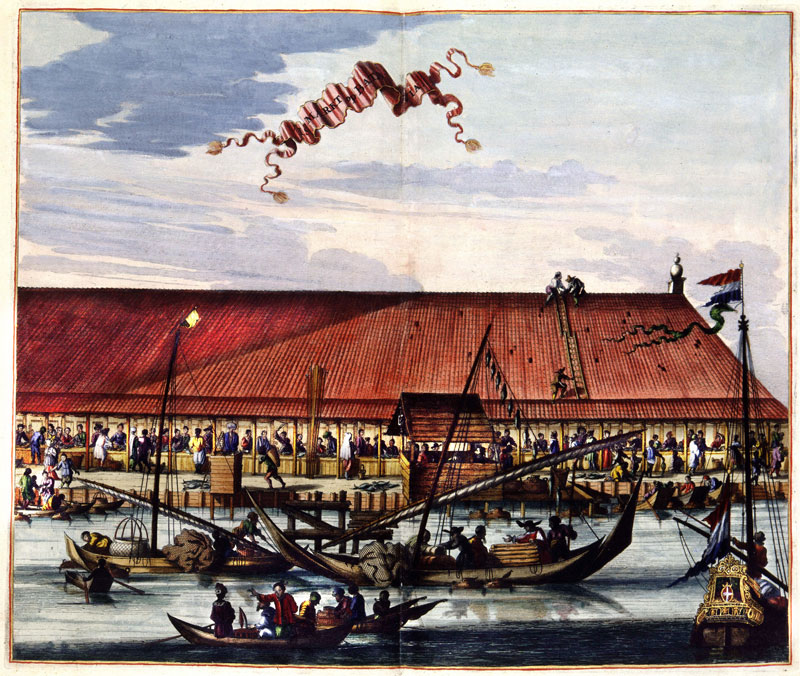
De passar ikan of vismarkt in Batavia.(1682)

Van Goens de Jonge werd door de Heren XVII benoemd in een nieuw gecreëerde functie: commissaris-generaal van de Westerkwartieren, om op alle kantoren in India en Ceylon onderzoek te doen naar fraude en particuliere handel in strijd met het VOC-monopolie. Over de taakomschrijving van deze functie raakte hij echter in conflict met de Raad in Batavia.
De Raad nam aanstoot aan de schriftelijke uiteenzetting die Van Goens gaf van zijn standpunt. Volgens directeur-generaal Speelman bevatte het stuk 'groote irreverentie....veele aanstotelijckheden, maer oocq diverse onwaarheeden'. Van Goens werd de toegang tot de vergaderingen ontzegd totdat hij excuses maakte, wat hij niet deed. Het resultaat was dat hij de functie niet kreeg, waarvan ze elkaar de schuld gaven.
Vervolgens werd Van Goens door de Raad benoemd tot superintendent, admiraal en veldoverste over Ambon, Banda, Makassar en Ternate, maar hier bedankte hij voor. Naar eigen zeggen om allerlei redenen maar vooral als protest tegen het recente ontslag van zijn jongere broer Volckert naar aanleiding van een smokkelzaak in 1676.
In juli 1680 overleed zijn vrouw. Ze was 31. Ze vroeg hem op haar sterfbed om met hun vier overlevende kinderen naar Nederland terug te gaan. In november vertrok hij als admiraal van de retourvloot met 13 volgeladen schepen met een totale inkoopwaarde van meer dan 5 miljoen gulden.
Van Goens senior keerde het jaar daarop ook terug naar Nederland, nadat zijn gezondheid steeds verder achteruit was gegaan. In 1682 stierf hij.

### Kaap de Goede Hoop

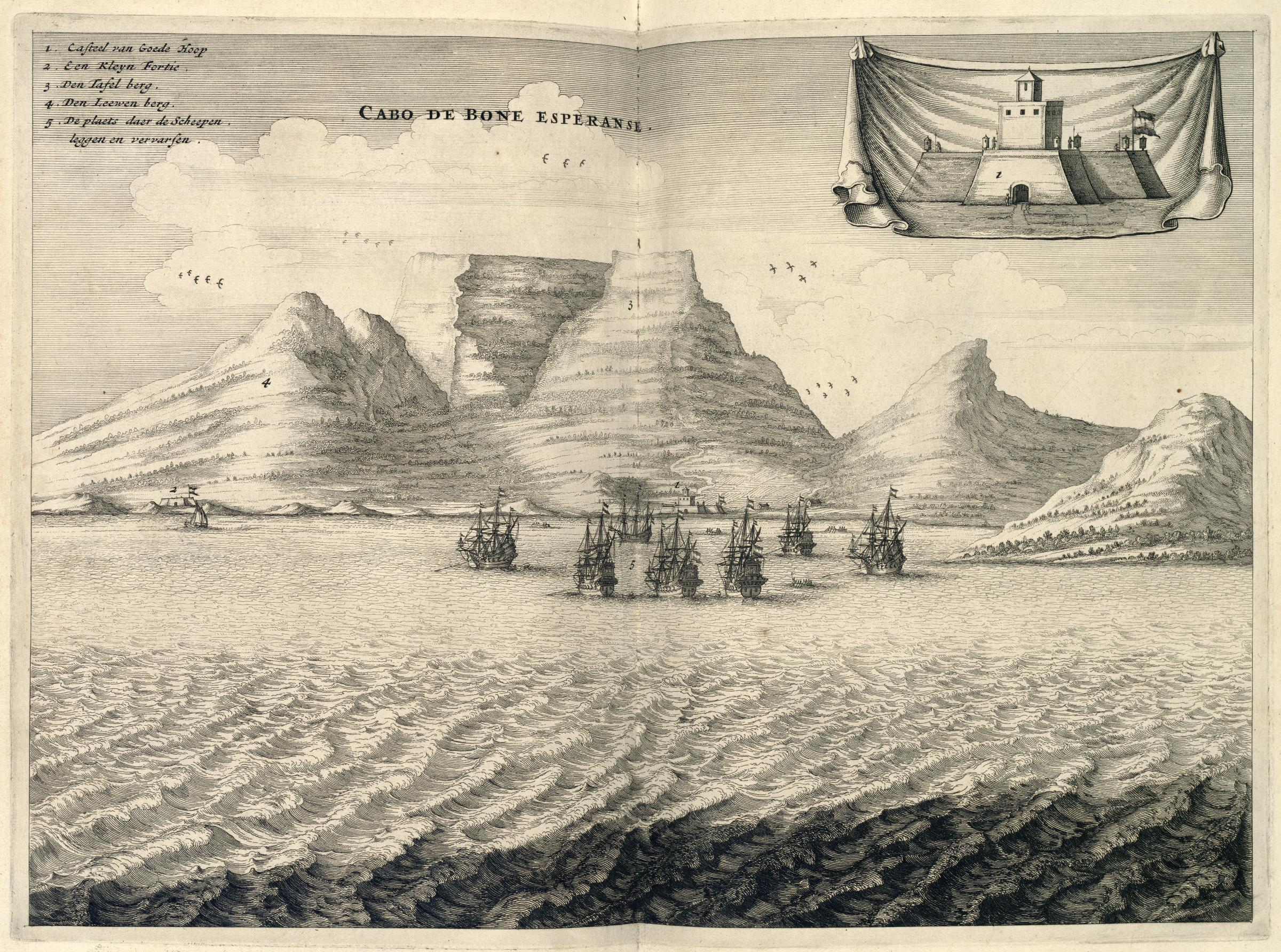
Kaap en fort de Goede Hoop rond 1668

Van Goens junior vertrok in 1684 toch weer naar Batavia, als lid van de Raad van Indië. Hij was inmiddels in Amsterdam hertrouwd met Catharina van Adrichem, de dochter van zijn vaders gestorven tweede vrouw Esther de Solemne en Dirck van Adrichem. Het meisje was opgevoed door haar tante in Amsterdam, en was door Van Goens senior altijd als zijn eigen dochter beschouwd. Van oktober 1684 tot mei 1685 verbleef hij echter aan de Kaap de Goede Hoop omdat hij ziek was. Hij hoopte hier te herstellen en verliet zelden zijn kamer. Hij vervulde er de rol van commissaris. Hoogwaardigheidsbekleders van de VOC die van en naar het oosten reisden traden aan de Kaap vaak op als commissaris en schreven een inspectierapport. Ze waren hoger in rang dan de commandeur van de Kaap, in dit geval Simon van der Stel, die Bax van Herenthals was opgevolgd. Van Goens nam diverse maatregelen die het grondbezit en het bedrijven van landbouw en veeteelt van VOC-ambtenaren en vrijburgers bevorderde.
In april 1685 arriveerde Hendrik Adriaan van Reede tot Drakestein aan de Kaap. Hij was het jaar ervoor benoemd tot commissaris-generaal. De functie die Van Goens in 1679 ontgaan was. Er hadden hem klachten bereikt over dictatoriaal optreden van Van Goens. Ook had deze een deel van de botanische tuin, aangelegd door zijn voorganger Bax van Herenthals, aan iemand weggeschonken en werd hij er van beschuldigd kaneelboompjes en andere zeldzame planten te hebben laten vernietigen. Bax en Van Reede waren jeugdvrienden en hadden samen als adelborsten onder Van Goens senior gediend bij de verovering van Malabar. Van Reede was sindsdien in een vete verwikkeld met zijn vroegere mentor en beschermer. Hij had in 1677 een vernietigend rapport geschreven over het beleid van vader en zoon Van Goens in Ceylon.

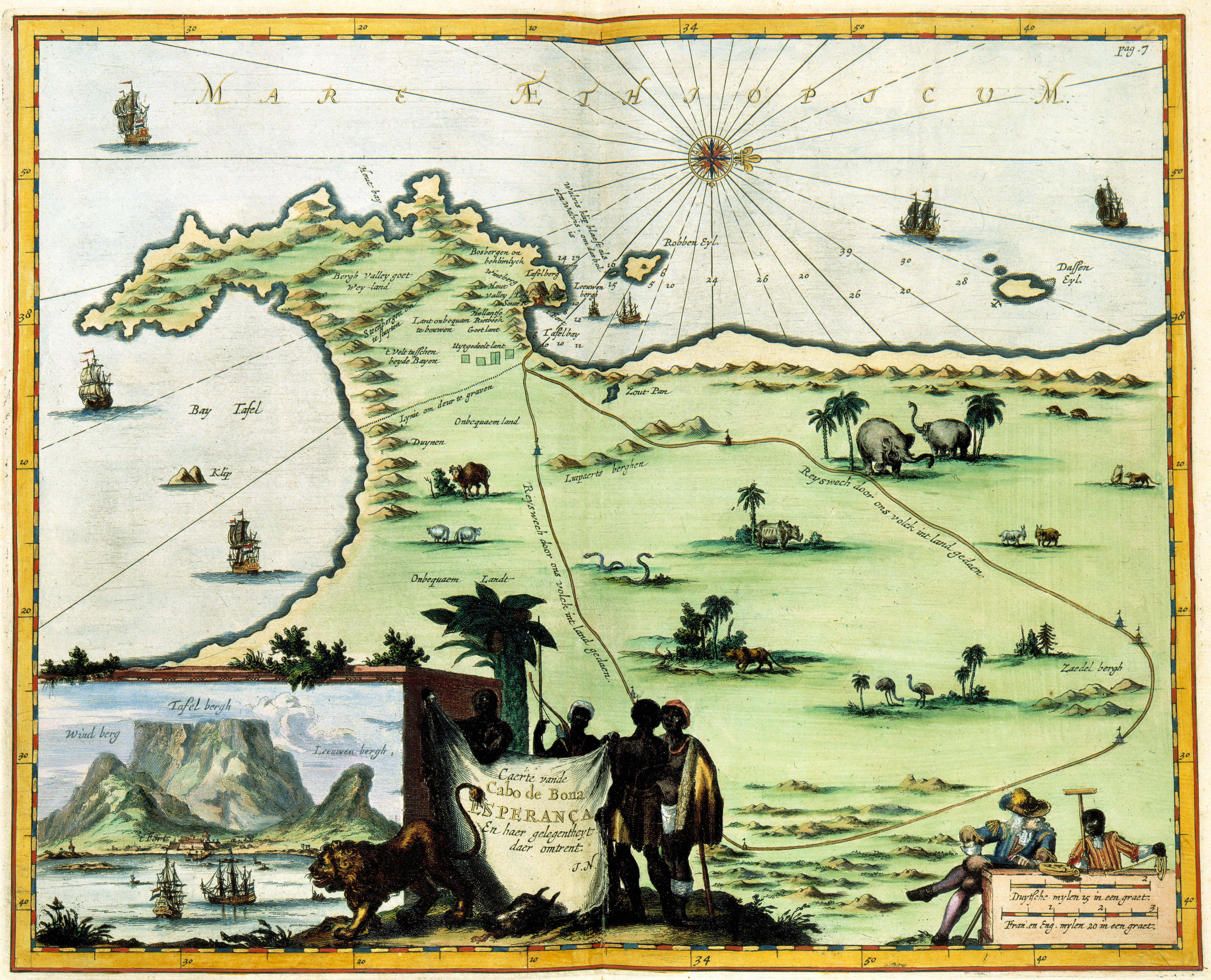
Kaap de Goede Hoop

Bij zijn aankomst in de Tafelbaai liet Van Goens de Jonge hem een hele dag aan boord zitten zonder hem te verwelkomen. Toen hij in de avond zelf maar aan wal ging begon hij direct met een uitgebreid onderzoek naar particuliere handel en fraude. Uiteindelijk stuurde hij een rapport naar Amsterdam waarin hij Van Goens beschuldigde van wanpraktijken in de vorm van zelfverrijking en het door de vingers zien van corruptie van ambtenaren. Als gevolg daarvan werd Van Goens, die in mei de Kaap had verlaten voor Batavia en daar nog president van het College van Schepenen was geworden, door de Heren XVII uit zijn ambt gezet en naar Nederland ontboden om rekenschap te geven over zijn gedrag. De Raad in Batavia vond de beschuldigingen overigens overdreven.
In zijn laatste jaar in Batavia bevriende hij nog de pas gearriveerde, net twintigjarige Francois Valentijn en vertelde hem veel over Ceylon. Die informatie zou terechtkomen in zijn boek 'Oud en Nieuw Oost-Indiën' van 1726.
In december 1686 vertrok hij met de retourvloot naar Nederland, en verbleef onderweg weer een poos aan de Kaap met vrouw en kinderen. Hij was toen erg ziek en werd gedragen in een draagstoel. Twee weken na het vertrek uit de Tafelbaai overleed hij, op 14 mei 1687, aan boord van het schip Oosterland. Bij een autopsie door de chirurgijn Nicolaas de Graaff werd een niersteen gevonden zo groot als een duivenei. Zijn vrouw Catharina stierf enkele weken later. Pieter van Dam noemt Van Goens de Jonge in zijn Beschrijvinge van de Oost-Indische Compagnie 'een heer die veel verstant en bysondere qualiteyten hadde, en als van jonghs op in dienst van de Compagnie geweest sijnde, tot een grondige kennisse van saecken was gekomen. Desselfs hooghdraventheyt en ongemeene laetdunckentheyt is meest oorsaeck van sijn val geweest.' Waarbij aangetekend moet worden dat ook Van Dam geen vriend van de Van Goensen was.